# Pedro Orozco
Pedro Orozco (nascido em 1590) foi um prelado católico romano que serviu como bispo auxiliar de Toledo (1643–1678?).

## Biografia
Pedro Orozco nasceu em 1590 em Alfaro, Espanha, e foi ordenado sacerdote na Ordem dos Frades Menores. No dia 14 de dezembro de 1643, foi nomeado durante o papado de Urbano VIII como Bispo Auxiliar de Toledo e Bispo Titular de Temnus. Em 1644 foi consagrado bispo. Enquanto bispo, foi o principal co-consagrador de Juan Ortiz de Zárate, bispo de Salamanca (1645); Jerónimo de Ipenza, Bispo de Jaca (1650); Juan Bravo Lasprilla, bispo de Lugo (1652); e Juan Herrero Jaraba, Bispo de Badajoz (1678).